# 朱華 (1893年)
朱華（1893年—1954年），字實秋，男，江苏东台人，中华民国政治人物。民國37年（1948年）在江蘇省第五選區當選第一屆立法委員。

## 生平
朱华是江蘇省東臺縣富安鎮人。幼時入江蘇陸軍學校，辛亥後，入南京工程團見習。保定陸軍軍官學校畢業後分至武漢服役。歷任靖國軍、警衛軍、滇軍參謀長，廣東惠陽縣縣長、國民革命軍總司令部管理處長兼副官處長、軍事委員會軍務處長，二路軍總部兵站總監、平奉鐵路局局長、正太鐵路副局長，抗戰期間任第三戰區辦公廳主任、江蘇省議會副議長
曾任東台光實中學、上饒祝同中學董事長，蘇皖聯立臨時政治學院（後易名江蘇學院）副院長。
民國37年，當選立法委員，曾出席第一屆立法院第一會期。
1950年後歷任華東水利部參事，華東軍政委員會參事，將珍藏多年的五十多箱古線裝書獻給華東軍政委員會圖書館。
1954年因病在滬逝世，終年62歲。